# Chalé do Prata
O Chalé do Prata é um casarão histórico localizado na cidade do Recife, capital do estado de Pernambuco, Brasil. Encontra-se atualmente em ruínas.

## História
O casarão em estilo clássico inglês, com dois pavimentos e dois terraços laterais, foi construído em 1842, e compõe o conjunto paisagístico do Açude do Prata, no Parque Estadual de Dois Irmãos, Zona Norte do Recife.